# Pheloconus cribricollis
Pheloconus cribricollis – gatunek chrząszcza z rodziny ryjkowcowatych.

## Zasięg występowania
Występuje we wsch. części USA po Nebraskę i Teksas na zach.

## Budowa ciała
Osiąga 3,2 - 4,5 mm długości. Ubarwienie czarne z jasnobrązowymi i białymi plamkami na pokrywach.